# 1955 en hockey sur glace
Cette page présente les évènements du hockey sur glace de l'année 1955, que ce soit d'un point de vue rencontres internationales ou championnats nationaux. Les grandes dates des différentes compétitions sont données ainsi que les décès de personnalités du hockey mondial.

## Amérique du Nord

### Ligue nationale de hockey
- 13 mars : lors d'un match contre les Bruins à Boston, Maurice Richard frappe le juge de ligne Cliff Thompson[1].

- 16 mars : la LNH suspend Maurice Richard pour le reste de la saison et pour la durée des séries éliminatoires[2].

- 17 mars : des bombes lacrymogènes et fumigènes lancées dans l'enceinte du Forum, des objets divers tirés sur la glace et un coup de poing à la figure du président de la LNH, Clarence Campbell, met fin à la joute Montréal-Détroit après une période. L'émeute suit dans les rues de Montréal[2].

- 18 mars : une conférence de presse de Maurice Richard demandant à la population de rester calme ramène l'ordre dans les rues de la ville[2].

## International

### Championnats du monde
- 25 février : début du 22e championnat du monde, en République fédérale d'Allemagne, premiers depuis la Seconde Guerre mondiale. Les matchs se déroulent dans les villes de Cologne, Dortmund, Düsseldorf et Krefeld.
- 6 mars : le titre se joue comme prévu par un match décisif entre les 2 nations favorites : le Canada et l'URSS. Les canadiens prennent leur revanche du championnat 1954 en l'emportant sèchement 5 à 0[3]. Le groupe « junior » est remporté par l'Italie.

## Autres Évènements

### Fondations de club
- Kazzinc-Torpedo Oust-Kamenogorsk (Kazakhstan)

### Décès
- 18 juillet : décès d'Edmond Bouchard, joueur ayant disputé plus de deux cents parties dans la LNH dans les années 1920 aux positions d'ailier gauche et défenseur.